# Раул Лое
Раул Лое е камерунски футболист, полузащитник.

## Клубна кариера
Роден е на 31 януари 1989 г. в Курбьовоа, Франция. Тренира в младежката школа на Пари Сен Жермен. На 31 август 2017 г. подписва с ЦСКА (София). През лятото на 2018 г. е освободен.